# Santo António (Lissabon)
Santo António is een plaats (freguesia) in de Portugese gemeente Lissabon en telt 11.060 inwoners (2021).

## Indeling
In 2012 werd de freguesia Santo António gevormd uit de samenvoeging van drie freguesia's.
| Huidige freguesia | Huidige freguesia | Huidige freguesia | Freguesias voor 2012 | Freguesias voor 2012 | Freguesias voor 2012 |
| Freguesia         | Inwoners          | Oppervlakte       | Freguesias           | Inwoners             | Oppervlakte          |
| ----------------- | ----------------- | ----------------- | -------------------- | -------------------- | -------------------- |
| Santo António     | 11.836            | 1,49 km²          | Coração de Jesus     | 3.689                | 0,56 km²             |
| Santo António     | 11.836            | 1,49 km²          | São José             | 2.746                | 0,33 km²             |
| Santo António     | 11.836            | 1,49 km²          | São Mamede           | 5.420                | 0,61 km²             |
| Census: 2011      |                   |                   |                      |                      |                      |

| Detailkaart              |
| ------------------------ |
|                          |
| Indeling voor en na 2012 |